# Edmond Van Beveren

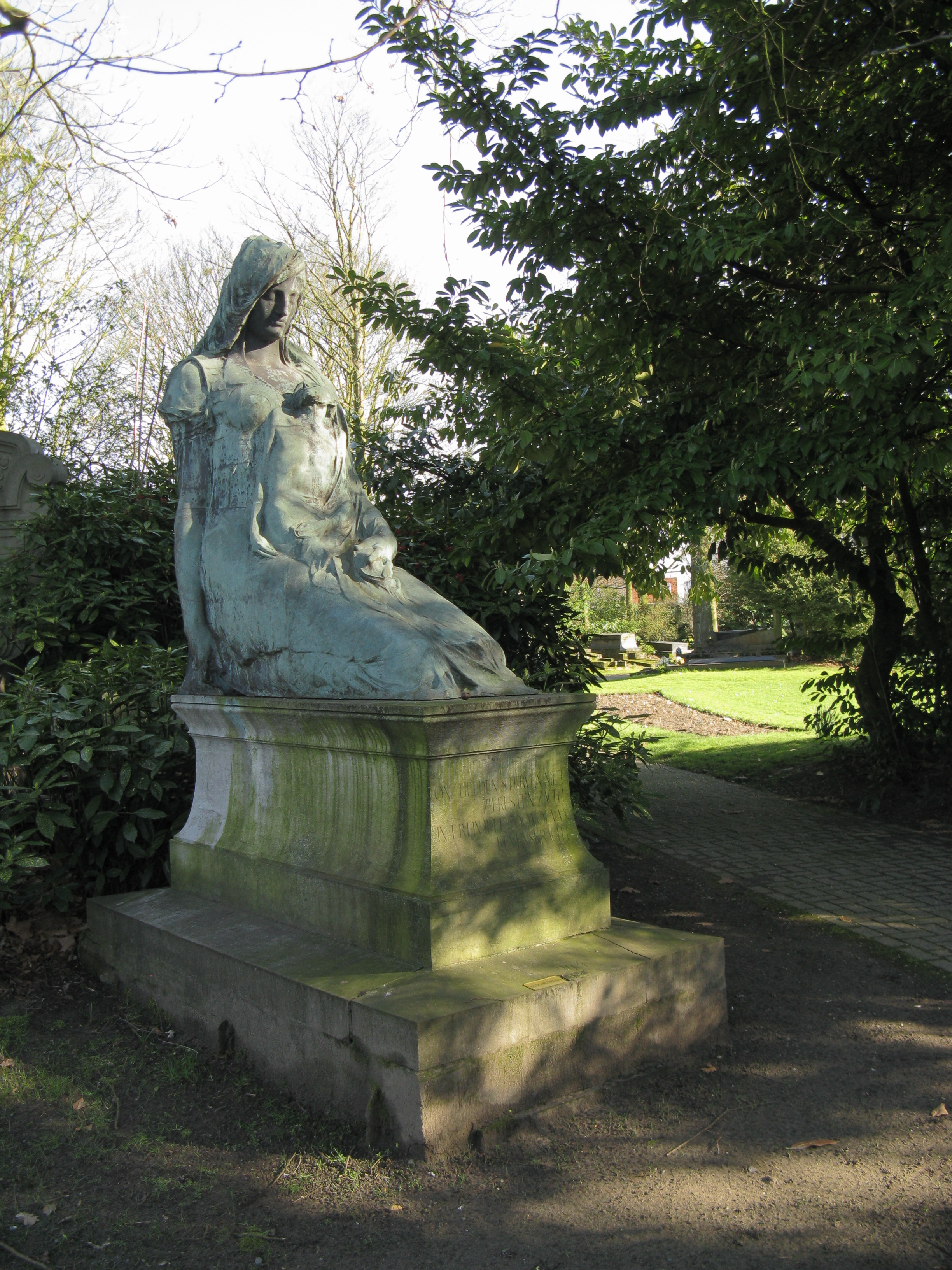
Grafsteen van Edmond Van Beveren in het erepark van de Westerbegraafplaats te Gent.

Edmond Van Beveren (Gent, 23 augustus 1852 - aldaar, 3 december 1897) was een Belgisch politicus en redacteur.

## Levensloop
Van Beveren was de zoon van een magazijnknecht en wasvrouw. Hij begon zijn loopbaan als kantoorbediende in een weverij. In 1867 werd hij schildersknecht en later meester-schilder van beroep.
In 1870 sloot hij zich aan bij de Gentse afdeling van de Eerste Internationale en werd medewerker van De Werker. Tevens hield hij omstreeks deze periode een eerste redevoering voor een groep manifesterende wevers. Vervolgens verbleef hij een periode in Antwerpen en Nederland.
In 1874 keerde hij terug naar zijn geboortestad. Daar stichtte hij in 1876 met o.a. Edward Anseele en Louis Bertrand de Vlaamsche Socialistische Arbeiderspartij (VSAP), officieel opgericht tijdens het stichtingscongres in Mechelen op 20-21 mei 1877. Van Beveren, geïnspireerd door het "programma van Gotha", stelde het programma van deze nieuwe socialistisch partij op. Tevens was hij medeoprichter van de Gentse Samenwerkende Maatschappij Vooruit in 1880 en van de Belgische Werkliedenpartij (BWP) in 1885. In 1895 werd hij verkozen tot gemeenteraadslid te Gent.
Hij overleed ten gevolge van tyfuskoorts en vond een laatste rustplaats in het erepark van de Westerbegraafplaats te Gent. Op 7 december 1905 werd een bronzen beeld in romantisch-realistische stijl aan het grafmonument toegevoegd. Het toont een beeld van een knielende vrouw in lang gewaad met het dode lichaam van een man in haar schoot. Het grafmonument draagt de opschriften: "Hij streed naast ons met woord en daad - hij wees ons steeds de rechte wegen - en waar verlossing was gelegen - zijn naam zijn beeld zijn werk bestaan - die kan geen dood ooit doen vergaan" en "Onze helden sterven niet - zij rusten zacht in 't rein idee zoo vol van levenskracht".
In Gent is tevens een plein naar hem vernoemd, met name het Edmond van Beverenplein. Tevens bevindt er zich aan de ingang van het citadelpark in deze stad een beeldengroep waarin Van Beveren staat afgebeeld tijdens het voeren van een rede. De beeldengroep, ontworpen door Jules Pierre Van Biesbroeck, beeldt de eerstesteenlegging van de Samenwerkende Maatschappij Vooruit uit en werd ingehuldigd op 25 juli 1926.
- Gemeinsame Normdatei: 172855519
- International Standard Name Identifier: 0000 0003 5770 065X
- Virtual International Authority File: 200227889
- WorldCat: E39PBJbRmfR9K7R87b3wmdpByd